# إد علي بلا (آيت الرخا)
إد علي بلا هي إحدى مشيخات المملكة المغربية، تتبع جغرافيا لإقليم سيدي إفني وإداريًا لآيت الرخا. يقدر عدد سكانها بـ 3584 نسمة حسب الإحصاء الرسمي للسكان والسكنى لسنة 2004.